# Léré (ort i Burkina Faso)
Léré är en ort i Burkina Faso.   Den ligger i provinsen Province du Séno och regionen Sahel, i den nordöstra delen av landet, 220 km nordost om huvudstaden Ouagadougou. Léré ligger 301 meter över havet och antalet invånare är 684.
Terrängen runt Léré är platt. Runt Léré är det ganska glesbefolkat, med 42 invånare per kvadratkilometer.. Det finns inga andra samhällen i närheten.
Trakten runt Léré består i huvudsak av gräsmarker.